# Кузнецов, Тихон Петрович
Тихон Петрович Кузнецов (1899—1968) — старшина Рабоче-крестьянской Красной Армии, участник Великой Отечественной войны, Герой Советского Союза (1944).

## Биография
Тихон Кузнецов родился в 1899 году в деревне Заволосово (ныне — урочище в Тёпло-Огарёвском районе Тульской области). После окончания начальной школы работал в колхозе. В 1941 году Кузнецов был призван на службу в Рабоче-крестьянскую Красную Армию. С октября того же года — на фронтах Великой Отечественной войны. К ноябрю 1943 года ефрейтор Тихон Кузнецов был сапёром 219-го отдельного батальона инженерных заграждений 44-й инженерной бригады специального назначения 3-го Украинского фронта. Отличился во время битвы за Днепр.
В ночь с 25 на 26 ноября 1943 года Кузнецов совершил 18 рейсов через Днепр в районе села Разумовка Запорожского района Запорожской области Украинской ССР, переправив 120 бойцов и командиров, 10 миномётов, что способствовало успешному захвату и удержанию плацдарма на его западном берегу.
Указом Президиума Верховного Совета СССР от 22 февраля 1944 года ефрейтор Тихон Кузнецов был удостоен высокого звания Героя Советского Союза с вручением ордена Ленина и медали «Золотая Звезда».
После окончания войны в звании старшины Кузнецов был демобилизован. Проживал на родине, работал председателем колхоза. Скончался 28 марта 1968 года, похоронен в Туле.
Был также награждён орденом Красной Звезды и рядом медалей.